# Framingham Pigot
Framingham Pigot är en civil parish i Storbritannien.   Den ligger i grevskapet Norfolk och riksdelen England, i den sydöstra delen av landet, 160 km nordost om huvudstaden London. Antalet invånare är 167. Arean är 2,6 kvadratkilometer.
Terrängen i Framingham Pigot är platt.